# Torneo Apertura 2023 Femenino (Guatemala)
El Torneo Apertura 2023 será el torneo corto número 31 del fútbol femenino guatemalteco, dando inicio a la temporada 2023−24 de la Liga Nacional de Fútbol Femenino de Guatemala.
El equipo ganador de este torneo se clasificará a la Copa Campeón de Campeones, en busca de clasificar a la Copa Interclubes de la UNCAF.
El torneo marca un cambio de formato después de una crisis administrativa propiciada por la desaparición y fusión de varios equipos.

## Sistema de competición
El torneo se divide en dos partes:
- Fase de clasificación
- Fase final

### Fase de clasificación
Los 10 equipos se subdividen en dos grupos de cinco equipos cada uno, a fin de agilizar el calendario. El calendario regular establece sus enfrentamientos de modo que:
- 2 partidos a visita recíproca contra cada rival de grupo, para un total de 8 partidos a lo largo de 10 fechas
- 1 partido contra cada rival del grupo contrario sin visita recíproca, para un total de 5 partidos en 5 fechas.

Así pues, el calendario establece 13 juegos para cada equipo en un total de 15 fechas regulares. 
La disposición de puntos es la siguiente
- Por victoria, se obtendrán 3 puntos.
- Por empate, se obtendrá 1 punto.
- Por derrota no se obtendrán puntos.

Al finalizar las 15 jornadas totales, la tabla se ordenará con base en los clubes que hayan obtenido la mayoría de puntos, en caso de empates, se toman los siguientes criterios:
1. Puntos
2. Puntos obtenidos entre los equipos empatados
3. Diferencial de goles
4. Goles anotados
5. Goles anotados en condición visitante.

### Fase final
Al final de la fase de clasificación, cuatro equipos pasarán a la siguiente ronda según una tabla general.
Una vez determinados los clasificados, se recurrirá a la tabla general para realizar los enfrentamientos, de la siguiente forma:
1° vs 4°
2° vs 3°
Los clubes vencedores en los partidos de semifinales serán aquellos que en los dos juegos anoten el mayor número de goles. De existir empate en el número de goles anotados, la posición se definirá a favor del club con mayor cantidad de goles a favor cuando actúe como visitante.
Si una vez aplicado el criterio anterior los clubes siguieran empatados, se observará la posición de los clubes en la tabla general de clasificación.
Los ganadores de las semifinales se enfrentarán en la Gran Final, disputándose a ida y vuelta, el mejor clasificado entre los finalistas jugará el último partido en su estadio.

## Equipos participantes

### Cambios

#### Ascensos y descensos
| Pos. | Descendidos de la Liga Nacional 2022−23 |
| ---- | --------------------------------------- |
| 11.º | Concepción FNX                          |
| 12.º | Deportivo Mixco                         |

| Pos. | Ascendidos de la Primera División 2022−23 |
| ---- | ----------------------------------------- |
| 1.º  | Juventud Copalera                         |
| 2.°  | Heredia                                   |

#### Cambios administrativos
- UNIFUT y Antigua GFCF se fusionaron para nombrarse UNIFUT Antigua.[1]
- Heredia, recién ascendido, no consigue participar en la categoría.

Con un único equipo ascendido y tres desapariciones, la liga se reduce a 10 equipos.

### Información
| Equipo              | Ciudad                   | Estadio                          | Capacidad |
| ------------------- | ------------------------ | -------------------------------- | --------- |
| Amatitlán           | Amatitlán                | Guillermo Slowing                | 8,000     |
| Cobaneras           | Cobán                    | INJAV                            | n/d       |
| Cremas Femenino     | Ciudad de Guatemala      | Cancha Alterna Cementos Progreso | n/d       |
| Juventud Copalera   | San Ildefonso Ixtahuacán | Antonio Castillo                 | n/d       |
| Marquense           | San Marcos               | Marquesa de la Ensenada          | 11,000    |
| Municipal           | Ciudad de Guatemala      | El Trébol                        | 7,500     |
| Suchitepéquez       | Mazatenango              | Carlos Salazar Hijo              | 10,000    |
| UNIFUT Antigua GFCF | Antigua Guatemala        | Pensativo                        | 10,000    |
| Xelajú MC           | Quetzaltenango           | Mario Camposeco                  | 15,000    |
| Xinabajul−Huehue    | Huehuetenango            | Los Cuchumatanes                 | 5,000     |

## Fase de clasificación

### Tabla general
| Pos. | Equipos             | PJ | PG | PE | PP | GF | GC | Dif. | PTS | Clasificación |
| ---- | ------------------- | -- | -- | -- | -- | -- | -- | ---- | --- | ------------- |
| 1    | UNIFUT Antigua GFCF | 12 | 9  | 2  | 1  | 32 | 9  | +23  | 29  | Fase final    |
| 2    | Municipal           | 12 | 8  | 1  | 3  | 33 | 13 | +20  | 25  | Fase final    |
| 3    | Juventud Copalera   | 12 | 8  | 1  | 3  | 24 | 14 | +10  | 25  | Fase final    |
| 4    | Xinabajul−Huehue    | 12 | 7  | 3  | 2  | 24 | 9  | +15  | 24  | Fase final    |
| 5    | Xelajú MC           | 12 | 5  | 3  | 4  | 25 | 12 | +13  | 18  |               |
| 6    | Suchitepéquez       | 12 | 6  | 0  | 6  | 22 | 20 | +2   | 18  |               |
| 7    | Cremas Femenino     | 12 | 4  | 0  | 8  | 16 | 25 | −9   | 12  |               |
| 8    | Cobaneras           | 12 | 3  | 0  | 9  | 16 | 29 | −13  | 9   |               |
| 9    | Marquense           | 12 | 2  | 3  | 7  | 12 | 31 | −19  | 9   |               |
| 10   | Amatitlán           | 12 | 1  | 1  | 10 | 6  | 47 | −41  | 4   |               |

## Resultados
| Fecha 1                                  | Fecha 1   | Fecha 1        | Fecha 1                 | Fecha 1      | Fecha 1 |
| Local                                    | Resultado | Visitante      | Estadio                 | Fecha        | Hora    |
| ---------------------------------------- | --------- | -------------- | ----------------------- | ------------ | ------- |
| Municipal                                | 2−0       | Cobaneras      | El Trébol               | 26 de agosto | 15:00   |
| Cremas Femenino                          | 0−1       | UNIFUT Antigua | C. A. Cementos Progreso | 26 de agosto | 18:00   |
| Xinabajul−Huehue                         | 3−1       | Suchitepéquez  | Los Cuchumatanes        | 26 de agosto | 12:00   |
| Marquense                                | 1−0       | Xelajú MC      | Santa María Boxus       | 27 de agosto | 12:00   |
| Descansan: Amatitlán y Juventud Copalera |           |                |                         |              |         |
| Goles: 8 (2 por partido)                 |           |                |                         |              |         |

| Fecha 2                          | Fecha 2   | Fecha 2           | Fecha 2             | Fecha 2          | Fecha 2 |
| Local                            | Resultado | Visitante         | Estadio             | Fecha            | Hora    |
| -------------------------------- | --------- | ----------------- | ------------------- | ---------------- | ------- |
| Xelajú MC                        | 1−0       | Xinabajul−Huehue  | Mario Camposeco     | 2 de septiembre  | 15:00   |
| Suchitepéquez                    | 3−0       | Juventud Copalera | Carlos Salazar Hijo | 2 de septiembre  | 12:00   |
| Cobaneras                        | 2−0       | Cremas Femenino   | INJAV               | 3 de septiembre  | 14:00   |
| UNIFUT Antigua                   | 9−0       | Amatitlán         | Pensativo           | 13 de septiembre | 19:00   |
| Descansan: Municipal y Marquense |           |                   |                     |                  |         |
| Goles: 15 (3.75 por partido)     |           |                   |                     |                  |         |

| Fecha 3                          | Fecha 3   | Fecha 3           | Fecha 3                 | Fecha 3          | Fecha 3 |
| Local                            | Resultado | Visitante         | Estadio                 | Fecha            | Hora    |
| -------------------------------- | --------- | ----------------- | ----------------------- | ---------------- | ------- |
| Xinabajul−Huehue                 | 0−2       | Juventud Copalera | Los Cuchumatanes        | 9 de septiembre  | 15:00   |
| Marquense                        | 1−3       | Suchitepéquez     | Marquesa de la Ensenada | 9 de septiembre  | 15:00   |
| Amatitlán                        | 0−2       | Cremas Femenino   | Guillermo Slowing       | 10 de septiembre | 15:00   |
| Municipal                        | 1−0       | UNIFUT Antigua    | El Trébol               | 28 de septiembre |         |
| Descansan: Cobaneras y Xelajú MC |           |                   |                         |                  |         |
| Goles: 9 (2.25 por partido)      |           |                   |                         |                  |         |

| Fecha 4                                   | Fecha 4   | Fecha 4   | Fecha 4                 | Fecha 4          | Fecha 4 |
| Local                                     | Resultado | Visitante | Estadio                 | Fecha            | Hora    |
| ----------------------------------------- | --------- | --------- | ----------------------- | ---------------- | ------- |
| Juventud Copalera                         | 3−2       | Xelajú MC | Antonio Castillo        | 16 de septiembre | 15:00   |
| Cremas Femenino                           | 1−5       | Municipal | C. A. Cementos Progreso | 16 de septiembre | 16:00   |
| Xinabajul−Huehue                          | 2−2       | Marquense | Los Cuchumatanes        | 16 de septiembre | 18:00   |
| Amatitlán                                 | 2−1       | Cobaneras | Guillermo Slowing       | 17 de septiembre | 14:00   |
| Descansan: UNIFUT−Antigua y Suchitepéquez |           |           |                         |                  |         |
| Goles: 18 (4.50 por partido)              |           |           |                         |                  |         |

| Fecha 5                                       | Fecha 5   | Fecha 5           | Fecha 5                 | Fecha 5          | Fecha 5 |
| Local                                         | Resultado | Visitante         | Estadio                 | Fecha            | Hora    |
| --------------------------------------------- | --------- | ----------------- | ----------------------- | ---------------- | ------- |
| Municipal                                     | 5−0       | Amatitlán         | El Trébol               | 23 de septiembre | 14:00   |
| Cobaneras                                     | 1−5       | UNIFUT−Antigua    | INJAV                   | 24 de septiembre | 14:00   |
| Marquense                                     | 1−1       | Juventud Copalera | Marquesa de la Ensenada | 24 de septiembre | 11:00   |
| Xelajú MC                                     | 2−0       | Suchitepéquez     | Mario Camposeco         | 8 de noviembre   | 13:00   |
| Descansan: Cremas Femenino y Xinabajul−Huehue |           |                   |                         |                  |         |
| Goles: 15 (3.75 por partido)                  |           |                   |                         |                  |         |

| Fecha 6                                  | Fecha 6   | Fecha 6          | Fecha 6             | Fecha 6          | Fecha 6 |
| Local                                    | Resultado | Visitante        | Estadio             | Fecha            | Hora    |
| ---------------------------------------- | --------- | ---------------- | ------------------- | ---------------- | ------- |
| Xelajú MC                                | 2−3       | Marquense        | Mario Camposeco     | 30 de septiembre | 15:00   |
| UNIFUT−Antigua                           | 2−1       | Cremas Femenino  | Pensativo           | 1 de octubre     | 11:00   |
| Suchitepéquez                            | 1−4       | Xinabajul−Huehue | Carlos Salazar Hijo | 1 de octubre     | 14:00   |
| Cobaneras                                | 1−2       | Municipal        | INJAV               | 1 de octubre     | 14:00   |
| Descansan: Amatitlán y Juventud Copalera |           |                  |                     |                  |         |
| Goles: 16 (4 por partido)                |           |                  |                     |                  |         |

| Fecha 7                          | Fecha 7   | Fecha 7        | Fecha 7                          | Fecha 7         | Fecha 7 |
| Local                            | Resultado | Visitante      | Estadio                          | Fecha           | Hora    |
| -------------------------------- | --------- | -------------- | -------------------------------- | --------------- | ------- |
| Amatitlán                        | 0−1       | UNIFUT−Antigua | Guillermo Slowing                | 8 de octubre    | 15:00   |
| Juventud Copalera                | 2−1       | Suchitepéquez  | Antonio Castillo                 | 26 de octubre   | 15:00   |
| Xinabajul−Huehue                 | 1−1       | Xelajú MC      | Los Cuchumatanes                 | 1 de noviembre  | 18:00   |
| Cremas Femenino                  | 3−0       | Cobaneras      | Cancha Alterna Cementos Progreso | 16 de noviembre | 11:00   |
| Descansan: Municipal y Marquense |           |                |                                  |                 |         |
| Goles: 9 (2.25 por partido)      |           |                |                                  |                 |         |

| Fecha 8                          | Fecha 8   | Fecha 8          | Fecha 8                          | Fecha 8         | Fecha 8 |
| Local                            | Resultado | Visitante        | Estadio                          | Fecha           | Hora    |
| -------------------------------- | --------- | ---------------- | -------------------------------- | --------------- | ------- |
| Suchitepéquez                    | 4−0       | Marquense        | La Bombonera                     | 19 de octubre   | 11:00   |
| Cremas Femenino                  | 5−1       | Amatitlán        | Cancha Alterna Cementos Progreso | 1 de noviembre  | 10:00   |
| Juventud Copalera                | 1−2       | Xinabajul−Huehue | Antonio Castillo                 | 8 de noviembre  | 15:00   |
| UNIFUT−Antigua                   | 3−2       | Municipal        | Pensativo                        | 10 de noviembre | 12:00   |
| Descansan: Cobaneras y Xelajú MC |           |                  |                                  |                 |         |
| Goles: 18 (4.5 por partido)      |           |                  |                                  |                 |         |

| Fecha 9                                   | Fecha 9   | Fecha 9           | Fecha 9                 | Fecha 9        | Fecha 9 |
| Local                                     | Resultado | Visitante         | Estadio                 | Fecha          | Hora    |
| ----------------------------------------- | --------- | ----------------- | ----------------------- | -------------- | ------- |
| Municipal                                 | 2−0       | Cremas Femenino   | El Trébol               | 21 de octubre  | 15:00   |
| Marquense                                 | 2−4       | Xinabajul−Huehue  | Marquesa de la Ensenada | 22 de octubre  | 10:00   |
| Xelajú MC                                 | 0−1       | Juventud Copalera | Mario Camposeco         | 22 de octubre  | 11:00   |
| Cobaneras                                 | 3−0       | Amatitlán         | INJAV                   | 8 de noviembre | 14:00   |
| Descansan: UNIFUT−Antigua y Suchitepéquez |           |                   |                         |                |         |
| Goles: 12 (3 por partido)                 |           |                   |                         |                |         |

| Fecha 10                                      | Fecha 10  | Fecha 10  | Fecha 10            | Fecha 10        | Fecha 10 |
| Local                                         | Resultado | Visitante | Estadio             | Fecha           | Hora     |
| --------------------------------------------- | --------- | --------- | ------------------- | --------------- | -------- |
| Juventud Copalera                             | 2−0       | Marquense | Antonio Castillo    | 28 de octubre   | 15:00    |
| UNIFUT−Antigua                                | 4−1       | Cobaneras | Pensativo           | 29 de octubre   | 11:00    |
| Amatitlán                                     | 1−5       | Municipal | Guillermo Slowing   | 29 de octubre   | 15:00    |
| Suchitepéquez                                 | 1−3       | Xelajú MC | Carlos Salazar Hijo | 15 de noviembre |          |
| Descansan: Cremas Femenino y Xinabajul−Huehue |           |           |                     |                 |          |
| Goles: 17 (4.25 por partido)                  |           |           |                     |                 |          |

| Fecha 11                   | Fecha 11  | Fecha 11          | Fecha 11             | Fecha 11       | Fecha 11 |
| Local                      | Resultado | Visitante         | Estadio              | Fecha          | Hora     |
| -------------------------- | --------- | ----------------- | -------------------- | -------------- | -------- |
| Municipal                  | 1−2       | Xinabajul−Huehue  | El Trébol            | 4 de noviembre | 15:00    |
| Cremas Femenino            | 0−2       | Juventud Copalera | CA Cementos Progreso | 4 de noviembre | 15:30    |
| Cobaneras                  | 0−1       | Suchitepéquez     | INJAV                | 5 de noviembre | 10:00    |
| UNIFUT−Antigua             | 1−1       | Xelajú MC         | Pensativo            | 5 de noviembre | 11:00    |
| Amatitlán                  | 0−0       | Marquense         | Guillermo Slowing    | 5 de noviembre | 15:00    |
| Goles: 8 (1.6 por partido) |           |                   |                      |                |          |

| Fecha 12                    | Fecha 12  | Fecha 12        | Fecha 12                | Fecha 12        | Fecha 12 |
| Local                       | Resultado | Visitante       | Estadio                 | Fecha           | Hora     |
| --------------------------- | --------- | --------------- | ----------------------- | --------------- | -------- |
| Xelajú MC                   | 7−0       | Cremas Femenino | Mario Camposeco         | 11 de noviembre | 12:00    |
| Juventud Copalera           | 5−0       | Cobaneras       | Antonio Castillo        | 11 de noviembre | 15:00    |
| Marquense                   | 0−4       | Municipal       | Marquesa de la Ensenada | 11 de noviembre | 15:00    |
| Xinabajul−Huehue            | 0−0       | UNIFUT−Antigua  | Los Cuchumatanes        | 11 de noviembre | 18:00    |
| Suchitepéquez               | 4−1       | Amatitlán       | Carlos Salazar Hijo     | 12 de noviembre | 12:00    |
| Goles: 21 (4.2 por partido) |           |                 |                         |                 |          |

| Fecha 13                    | Fecha 13  | Fecha 13          | Fecha 13                         | Fecha 13        | Fecha 13 |
| Local                       | Resultado | Visitante         | Estadio                          | Fecha           | Hora     |
| --------------------------- | --------- | ----------------- | -------------------------------- | --------------- | -------- |
| Municipal                   | 1−1       | Xelajú MC         | El Trébol                        | 19 de noviembre | 11:00    |
| UNIFUT−Antigua              | 2−1       | Juventud Copalera | Pensativo                        | 19 de noviembre | 11:00    |
| Amatitlán                   | 1−6       | Xinabajul−Huehue  | Guillermo Slowing                | 19 de noviembre | 14:00    |
| Cobaneras                   | 6−1       | Marquense         | INJAV                            | 19 de noviembre | 14:00    |
| Cremas Femenino             | 0−2       | Suchitepéquez     | Cancha Alterna Cementos Progreso | 19 de noviembre | 14:00    |
| Goles: 21 (4.2 por partido) |           |                   |                                  |                 |          |

| Fecha 14                    | Fecha 14  | Fecha 14        | Fecha 14                | Fecha 14        | Fecha 14 |
| Local                       | Resultado | Visitante       | Estadio                 | Fecha           | Hora     |
| --------------------------- | --------- | --------------- | ----------------------- | --------------- | -------- |
| Juventud Copalera           | 4−3       | Municipal       | Antonio Castillo        | 25 de noviembre | 15:00    |
| Marquense                   | 1−3       | Cremas Femenino | Marquesa de la Ensenada | 25 de noviembre | 15:00    |
| Xinabajul−Huehue            | 4−1       | Cobaneras       | Los Cuchumatanes        | 25 de noviembre | 16:00    |
| Suchitepéquez               | 1−4       | UNIFUT−Antigua  | Carlos Salazar Hijo     | 26 de noviembre | 11:00    |
| Xelajú MC                   | 5−0       | Amatitlán       | Mario Camposeco         | 26 de noviembre | 12:00    |
| Goles: 26 (5.2 por partido) |           |                 |                         |                 |          |

| Fecha 15        | Fecha 15  | Fecha 15          | Fecha 15                         | Fecha 15       | Fecha 15 |
| Local           | Resultado | Visitante         | Estadio                          | Fecha          | Hora     |
| --------------- | --------- | ----------------- | -------------------------------- | -------------- | -------- |
| Cremas Femenino | 0-2       | Xinabajul−Huehue  | Cancha Alterna Cementos Progreso | 2 de diciembre | 10:00    |
| Municipal       | 6-1       | Suchitepéquez     | El Trébol                        | 2 de diciembre | 11:00    |
| UNIFUT−Antigua  | 3-0*      | Marquense         | Pensativo                        | 2 de diciembre | 11:00    |
| Cobaneras       | 0-3       | Xelajú MC         | INJAV                            | 2 de diciembre | 14:00    |
| Amatitlán       | 0-1       | Juventud Copalera | Guillermo Slowing                | 2 de diciembre | 14:00    |
| Goles:          |           |                   |                                  |                |          |

## Fase final

### Cuadro de desarrollo
|  | Semifinales 13 de diciembre (ida) 16 y 17 de diciembre (vuelta) | Semifinales 13 de diciembre (ida) 16 y 17 de diciembre (vuelta) | Semifinales 13 de diciembre (ida) 16 y 17 de diciembre (vuelta) | Semifinales 13 de diciembre (ida) 16 y 17 de diciembre (vuelta) | Semifinales 13 de diciembre (ida) 16 y 17 de diciembre (vuelta) |   |   | Finales 20 de diciembre (ida) 23 de diciembre | Finales 20 de diciembre (ida) 23 de diciembre | Finales 20 de diciembre (ida) 23 de diciembre | Finales 20 de diciembre (ida) 23 de diciembre | Finales 20 de diciembre (ida) 23 de diciembre |  |
|  |                                                                 |                                                                 |                                                                 |                                                                 |                                                                 |   |   |                                               |                                               |                                               |                                               |                                               |  |
|  |                                                                 |                                                                 |                                                                 |                                                                 |                                                                 |   |   |                                               |                                               |                                               |                                               |                                               |  |
|  | 1                                                               | Xinabajul−Huehue                                                | 1                                                               | 3                                                               | 4                                                               |   |   |                                               |                                               |                                               |                                               |                                               |  |
|  | 1                                                               | Xinabajul−Huehue                                                | 1                                                               | 3                                                               | 4                                                               |   |   |                                               |                                               |                                               |                                               |                                               |  |
|  | 4                                                               | UNIFUT-Antigua GFCF                                             | 1                                                               | 1                                                               | 2                                                               |   |   |                                               |                                               |                                               |                                               |                                               |  |
|  | 4                                                               | UNIFUT-Antigua GFCF                                             | 1                                                               | 1                                                               | 2                                                               |   | 1 | Xinabajul−Huehue                              | 2                                             | 1                                             | 3                                             |                                               |  |
|  |                                                                 |                                                                 |                                                                 |                                                                 |                                                                 |   | 1 | Xinabajul−Huehue                              | 2                                             | 1                                             | 3                                             |                                               |  |
|  |                                                                 |                                                                 | 2                                                               | Municipal                                                       | 0                                                               | 2 | 2 |                                               |                                               |                                               |                                               |                                               |  |
|  | 2                                                               | Juventud Copalera                                               | 2                                                               | Municipal                                                       | 0                                                               | 2 | 2 | 1                                             | 1                                             | 2 (2)                                         |                                               |                                               |  |
|  | 2                                                               | Juventud Copalera                                               |                                                                 |                                                                 |                                                                 |   |   | 1                                             | 1                                             | 2 (2)                                         |                                               |                                               |  |
|  | 3                                                               | Municipal                                                       | 1                                                               | 1                                                               | 2 (3)                                                           |   |   |                                               |                                               |                                               |                                               |                                               |  |
|  | 3                                                               | Municipal                                                       | 1                                                               | 1                                                               | 2 (3)                                                           |   |   |                                               |                                               |                                               |                                               |                                               |  |
|  |                                                                 |                                                                 |                                                                 |                                                                 |                                                                 |   |   |                                               |                                               |                                               |                                               |                                               |  |

### Semifinales
| Fechas               | Local en la ida   | Global         | Local en la vuelta  | Ida | Vuelta |
| -------------------- | ----------------- | -------------- | ------------------- | --- | ------ |
| 13 y 17 de Diciembre | Xinabajul−Huehue  | 4-2            | UNIFUT Antigua GFCF | 1-1 | 3-1    |
| 13 y 16 de Diciembre | Juventud Copalera | 2-2 (2-3 pen.) | Municipal           | 1-1 | 1-1    |

### Final
| Fechas               | Local en la ida  | Global | Local en la vuelta | Ida | Vuelta |
| -------------------- | ---------------- | ------ | ------------------ | --- | ------ |
| 20 y 23 de Diciembre | Xinabajul−Huehue | 3-2    | Municipal          | 2-0 | 1-2    |